# Maestro del 1336
Maestro del 1336 (fl. XIV secolo) è stato un pittore italiano.

## Biografia
Le pitture ad affresco risalenti al XIII e XIV secolo presenti in Bergamo e sul territorio bergamasco, non sono sempre state eseguite da pittori identificabili e conosciuti, per questo vi sono alcuni artisti a cui viene dato il nome derivante o delle località dove hanno lavorato o del soggetto che hanno eseguito o dal periodo, tra questi il “Maestro del 1336”, identificato dalla datazione delle sue opere. 
I dipinti, presenti nella chiesa mariana di Bergamo, sono di matrice culturale lombarda, in particolare un affresco, riporta la datazione del 1336: Madonna col Bambino e santi Bartolomeo e Cristoforo, questo permette un'importante ricostruzione delle opere, che per l'assonanza espressiva e vena patetica sono riconducibili al medesimo pittore.

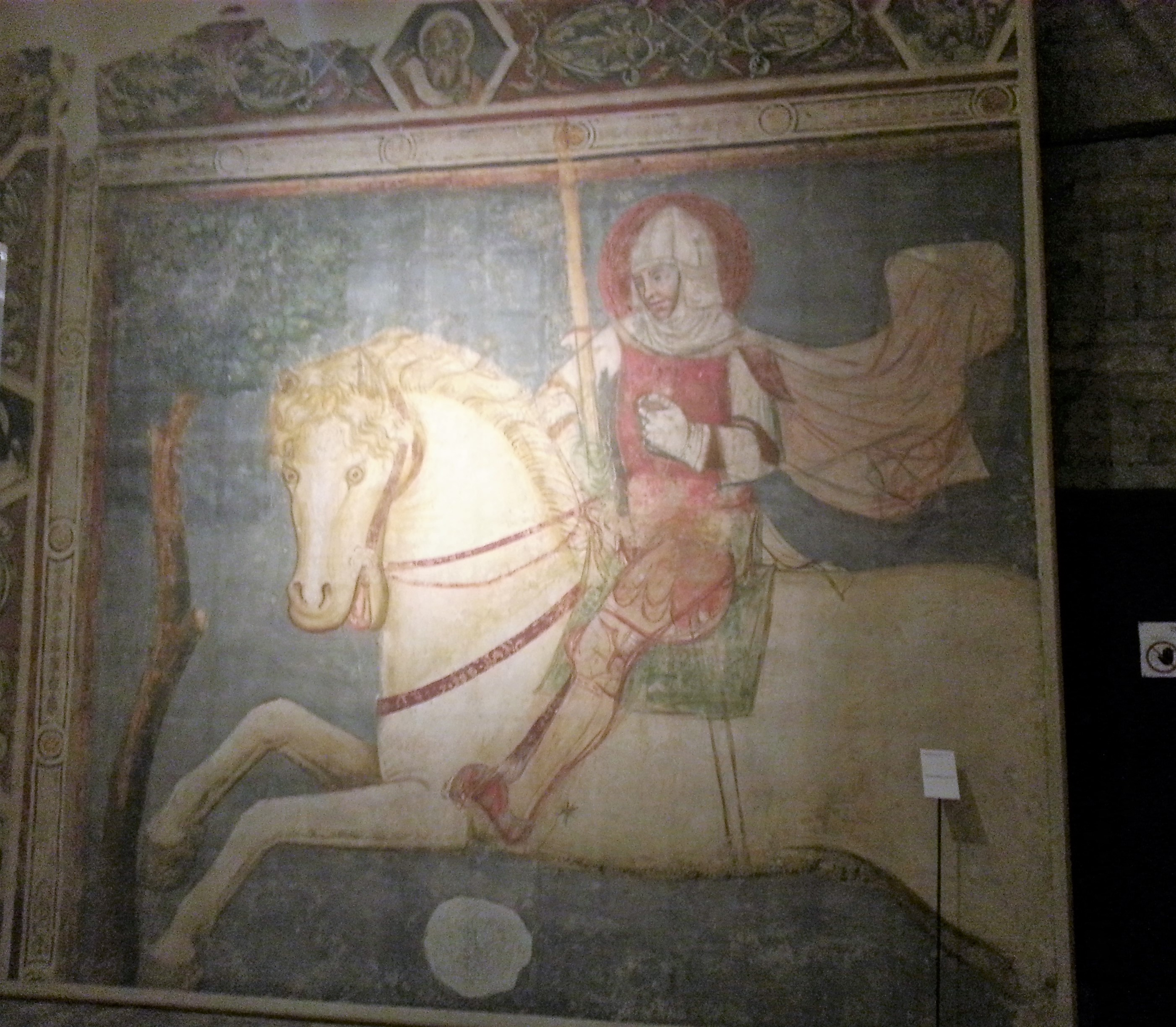
Sant'Alessandro a cavallo - Basilica di santa Maria Maggiore

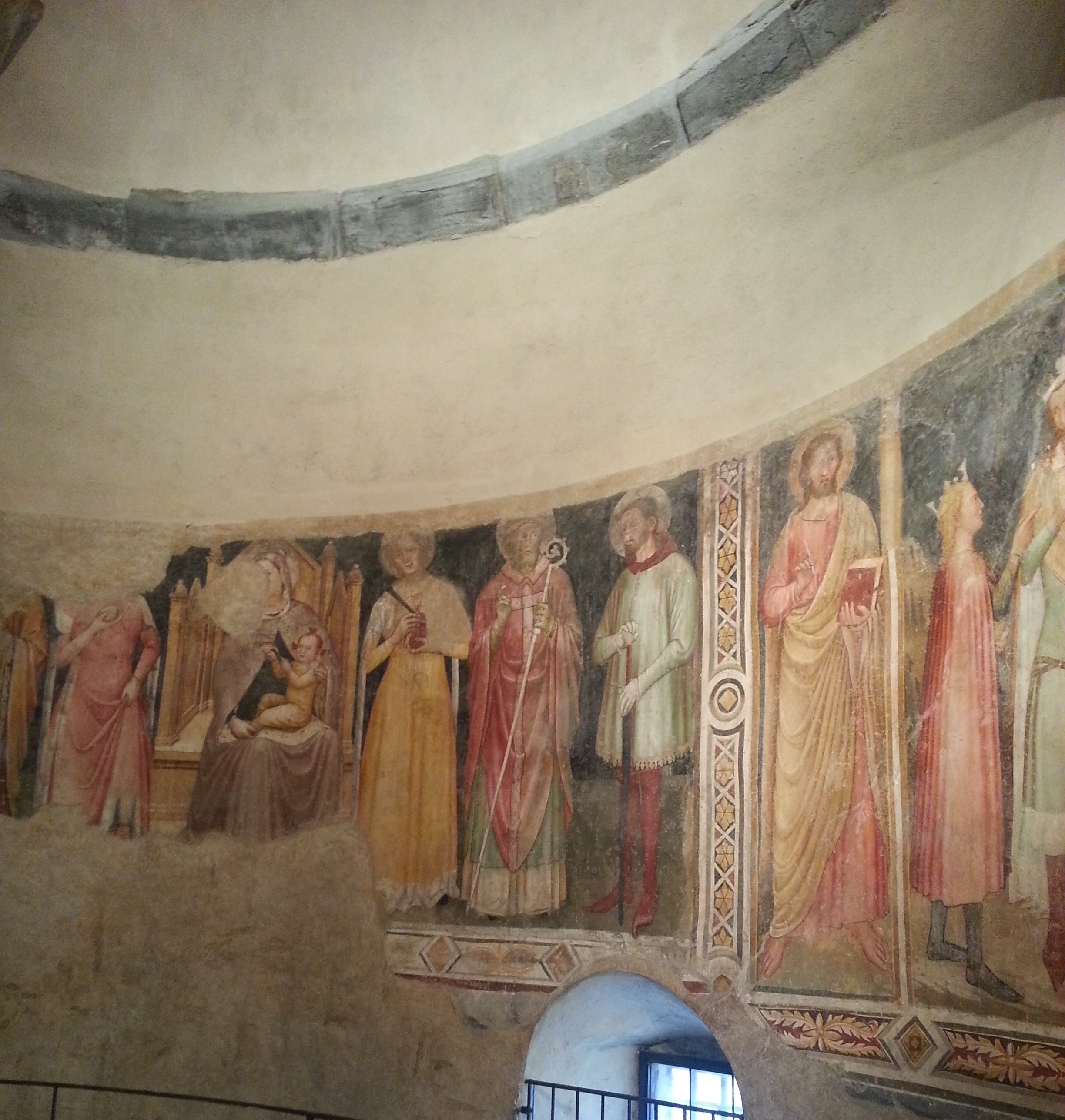
Madonna col Bambino e santi

I lavori presentano un'artista maturo, con una cultura artistica sicuramente padana, quindi dell'antica padania comprensiva non solo della Lombardia ma pure dell'Emilia, secondo le indicazioni dei critici Francesco Arcangeli nel 1970, e da Alessandro Volpe, il quale meglio individuò l'artista: «proprio una visione d'insieme della cultura gotica dei primi anni del Trecento, tanto a Bologna che in Lombardia, permetterà di affinare chiavi di lettura […]». La sua pittura si presenta di particolare realismo e concretezza dando ai personaggi una raffigurazione non solo corporea ma anche caratteriale e d'umanità. Nella serie Madonna in trono col Bambino e santi, è il santo posto a destra della Madonna a indicare il devoto posto ai suoi piedi che con gesto devozionale è genuflesso ai suoi piedi, mentre a fianco il santo cavaliere gli poggia una mano sulla spalla>; lo sguardo dei personaggi segue i diversi movimenti. Sono in queste raffigurazioni che l'artista si presenta anche come narratore. La stesura del colore in alcuni punti appare molto frettolosa, mentre in altre lenta e attenta, vi era sicuramente nell'artista il desiderio di esprimere particolari che riteneva importanti, sia nel drappeggio delle vesti che nell'incarnato con la luminosità delle gote.
L'artista è un'ottima testimonianza di come l'arte emiliana si sia facilmente e rapidamente imposta anche sul territorio lombardo del XIV secolo.
I dipinti dell'abside furono rinvenuti solo nel 1950 e fu chiesto il restauro ad Arturo Cividini. In occasione di questo restauro fu possibile riscoprire la datazione del 1336, solo la parte inferiore che raffigura l'Adorazione dei Magi non è del medesimo artista, venne individuato quindi un personaggio indicato come Maestro dell'Adorazione dei Magi.
Il dipinto posto sul transetto a sud della basilica composto da più sezioni è stato identificato da Luigi Angelini nel 1953, e successivamente da Sandro Angelini.

## Opere
- Madonna in trono col Bambino e santi Cristoforo e Bartolomeo e altri due santi e devoto infinocchiato (250x275) abside sud occidentale della basilica di Santa Maria Maggiore di Bergamo, dipinto restaurato nel1951,
- Madonna in trono col Bambino benedicente e i santi Antonio Abate, Giovanni Battista, Giovanni Evangelista, con devoto inginocchiato, Francesco e Andrea abside sud occidentale della basilica mariana di Bergamo;

I due affreschi sono posti sulla parete dell'abside che conduce al matroneo della navata sinistra rispetto al presbiterio; abside e matronei chiusi dopo la seconda metà del Quattrocento quando l'abside corrispondente fu demolita dai soldati di Bartolomeo Colleoni per costruire il mausoleo colleonesco presentano il medesimo stile, indicando la realizzazione del medesimo soggetto. I due affreschi sono visibili visitando il museo del tesoro della basilica. Gli affreschi sono inseriti in una cornice a motivi geometrici e girali.
- Sant'Onofrio (135x95) raffigurato con un libro in mano e il bastone, Madonna in trono, sposalizio mistico di santa Caterina (135x95), il Bambino è raffigurato in piedi sul ginocchio destro della Vergine che tiene tra le mani un oggetto ritenuto un fiore, mentre il volto ha subito modifiche nel tempo non apparendo più come doveva presentarsi alla sua formazione; santi vescovi Viatore e Narno (100x80), si ritiene che siano i primi due vescovi di Bergamo raffigurati in un aspetto molto giovane;  transetto sinistro parete a sud della basilica mariana;
- Sant'Alessandro a cavallo oggetto di strappo e conservato nel matroneo della basilica, poi museo del tesoro della basilica; l'affresco è stato scoperto il 21 gennaio 1960 sulla parte alta del transetto a sud coperto dal grande dipinto Mosè fa scaturire l'acqua dalla roccia opera di Antonio Zanchi. Il santo è raffigurato ricoperto da un'armatura che si ritiene fosse in uso nel XIV secoloe composta dalla corazza, dall'usbergo, pendoni ferrati e una sopravveste raffigurante sul petto un giglio. Le spalle sono protette da un guardaspalle ad aletta e i cannoni in cuoio sulle braccia, mentre le gambe sono coperte da ginocchiere e da gambali di corame. Sui piedi gli speroni e scarpe in pelle. Un elmo è posto sul capo. Di fronte a lui un albero, unico elemento ambientale. Il dipinto è mancante della parte posteriore del cavallo e parte della cornice, e parte del dipinto presenta il disegno preparatorio mancante la pittura. L'espressività del soggetto, raffigurato con le rughe sul volto e un forte espressività, lo ha fatto considerare un lavoro del Maestro del 1336.
- Santi Narno e Viatore transetto nord della basilica mariana di Bergamo, dipinti di piccole dimensioni;
- Madonna del latte in trono col Bambino e sant'Onofrio transetto nord della basilica mariana di Bergamo;
- Sposalizio mistico di Santa Caterina transetto nord della basilica mariana di Bergamo;

Alcuni lavori presenti a Bergamo sono riferibili a maestranze vicine al maestro:
- Madonna col Bambino chiesa di Sant'Agostino di Bergamo.